# Subirer

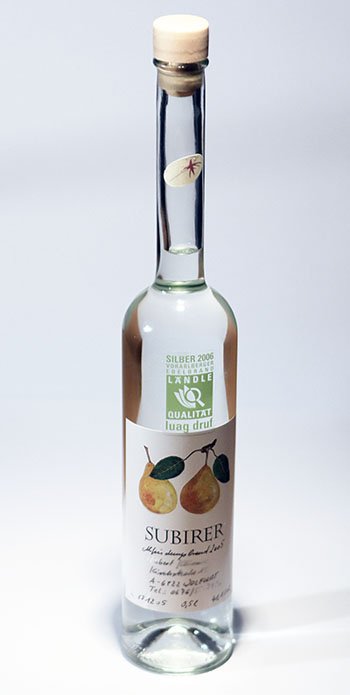
Subirer, Jahrgang 2005, 41,1 % vol, von der Landwirtschaftskammer Vorarlberg mit einer Silbermedaille ausgezeichnet.

Subirer ist ein sortenreiner Edelbrand aus Sau-Birnen, einer seltenen, ursprünglich aus Vorarlberg stammenden Birnensorte.

## Der erste sortenreine Subirer
So wie sich in den Vorarlberger Talschaften eigene Dialektformen entwickelt hatten, sind in jahrhundertelanger Auslese auch verschiedene Birnensorten entstanden, die sich von Region zu Region unterschieden. Die Lustenauer besaßen andere Birnensorten als beispielsweise die Hörbranzer oder Wolfurter. Allerdings erzeugten die meisten Vorarlberger Schnapsbrenner den gleichen einfachen Obstler, in dem Mostbirnen und Äpfel minderer Qualität verarbeitet wurden. Im Jahr 1928 begann der Wolfurter Kapellmeister und Gemeinderat Franz Rohner seine Sau-Birnen separat einzumaischen und kleine Mengen des ersten sortenreinen Subirer für den Eigenbedarf zu erzeugen. Einer der Wolfurter, die den „neuen“ Schnaps kennenlernten, war Armin Schertler. Trotz der Begeisterung für den Schnaps hatte Franz Rohner zunächst keine Nachahmer, dazu fehlte es an Birnen dieser alten Sorte, die in den 1920er Jahren beinahe ausgestorben wäre.

## Ursprung des Namens
Das außerordentliche Aroma der Birne verlockt zum Essen, allerdings kann man das holzige Fruchtfleisch der Birnen nicht schlucken – die Kehle verschließt sich, der würgende Trester muss ausgespuckt werden. So entstand der Name Sau-Birne; die Birne ist eine „Sau“ (im Sinne eines täuschenden Luders), die zum Verzehr einlädt und sich dann als ungenießbar erweist. Der seltsame Birnenname ist also nicht im Sinne von „Futter für die Schweine“ entstanden. Die Bäume sind selten und wachsen sehr langsam; um den heute großen Bedarf zu decken, werden in Obstplantagen junge Bäume mit dem Subirer-Edelreis gezogen.

## Schnapsbrennerei Schertler

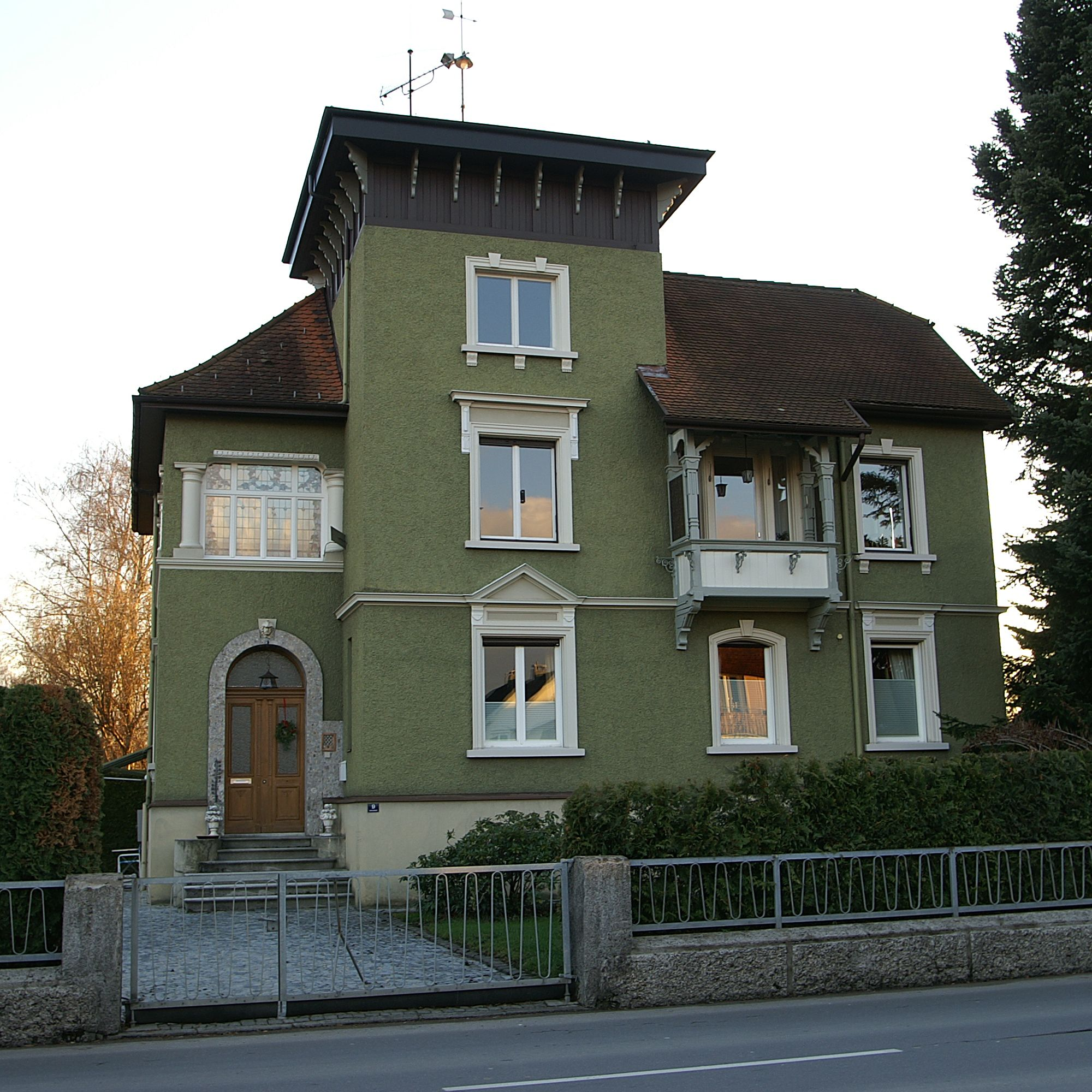
Die Villa des 1994 verstorbenen Armin Schertler aus Wolfurt, der den Subirer bekannt machte.

Nach dem Zweiten Weltkrieg ließ sich mit Schnaps viel Geld verdienen. Armin Schertler aus Wolfurt richtete bei seiner Villa eine große Schnapsbrennerei ein. Als er sein Angebot erweitern wollte, erinnerte er sich an den Subirer, den Schertler bei Franz Rohner kennengelernt hatte. Schertler begann den Subirer in großen Mengen herzustellen. Systematisch kaufte er mit Inseraten in ganz Vorarlberg die seltenen Birnen zu doppelten, später zu dreifachen Preisen auf; die umliegenden Gasthäuser begannen mit dem Ausschank. Die ersten Flaschen trugen die Aufschrift „Schweinsbirner“. Nachdem die Nachfrage stetig stieg, verkaufte Schertler seinen Schnaps selbstbewusst als „Subirer“. Als die Konkurrenz in den Nachbardörfern auch mit dem Brennen des Subirers begann, entstand ein Streit um den Markennamen. Armin Schertler verstarb 1994 – er hatte es versäumt, den Markennamen für sich schützen zu lassen. Im Herbst 1998 stritten sich die großen Destillerien des Vorarlberger Unterlandes um den Markennamen. Heute ist die Erzeugung des Edelbrandes nur Vorarlberger Brennern erlaubt, der Markenname ist geschützt.

## Höchste internationale Auszeichnungen
Mit dem Subirer erzielten die Vorarlberger Obstbrenner die größten internationalen Erfolge. Der Subirer Ernte 1995 wurde bei den bedeutendsten Gourmetführern Gault-Millau und Heine a la Carte zum Siegerschnaps im Jahre 1998 bewertet. Subirer hat einen hocharomatischen, herb-süßen Geschmack und ein einzigartiges Aroma. Der Preis des Schnapses ist entsprechend hoch. 2010 kostete ein Liter des exklusiven Schnapses rund 100 Euro.

## Alternative „Husbirer“
Weit weniger bekannt als der Subirer ist ein zweiter sortenreiner Vorarlberger Obstbrand, der „Wißbirer“ oder „Husbirer“. Die bis zu 25 Meter hohen Hochstamm-Obstbäume der „Weißbirne“ standen meist bei den Bauernhäusern und spendeten Schatten – so entstand der Name. Vorarlberger Schnapskenner schätzen diesen harmonischen und fruchtigen Birnenbrand als gleichwertige aber kostengünstige Alternative zum teilweise als überteuert geltenden Subirer.